# Wiesław Machejko
Wiesław Andrzej Machejko (ur. 22 listopada 1931 w Częstochowie, zm. 26 maja 2004 w Łodzi) – polski dziennikarz, publicysta i satyryk.

## Życiorys
Wiesław Machejko urodził się w 1931 w Częstochowie. W 1950 zdał maturę w Liceum im. H. Sienkiewicza w Częstochowie. Następnie ukończył filologię polską na Uniwersytecie Łódzkim, na którym stworzył zespół estradowy „Dyliżans”. Podczas występów Machejko prezentował tematy związane z życiem studenckim oraz krytykujące imperializm i kapitalizm. Założył również Studencki Teatr Satyry „Pstrąg” wraz z Piotrem Hertelem, Leszkiem Skrzydło i Ryszardem Czubaczyńskim. Następnie Machejko rozpoczął karierę dziennikarską - publikował w „Głosie Robotniczym”, „Expresie Ilustrowanym” oraz „Odgłosach”, a także pracował w telewizji, gdzie prowadził magazyny żeglarskie, medyczne i modowe oraz był reporterem i wydawcą Łódzkich Wiadomości Dnia. Był współzałożycielem Łódzkiego Ośrodka Telewizyjnego, w którym pracował od 1963 do wczesnych lat 90. Wykładał również w Państwowej Wyższej Szkole Teatralnej, Filmowej i Telewizyjnej w Łodzi.
Był działaczem Zrzeszenia Studentów Polskich i Stowarzyszenia „Ordynacka”. Jest autorem tekstów programów radiowych: „Wesoły autobus” i „Programu z dywanikiem” ponadto napisał książkę opisującą działalność STS Pstrąg pt. „Pstrąg Studencki Teatr Satyry”, wydaną po jego śmierci. Zmarł w wyniku trzeciego zawału.
Został pochowany na cmentarzu Doły w Łodzi (kwartał 28, rząd 30, grób 22).

## Filmografia
- „Uważaj co robisz!” (1962) - komentarz,
- „Kiedy nastaje lato” (1962) - komentarz,
- „Dwa oblicza miasta” (1962) - komentarz,
- „Było nie było”, nr 1/62 (1962) - komentarz,
- „Było nie było”, nr 3/62 (1962) - komentarz,
- „Raz... dwa... trzy...” (1963) - komentarz,
- „I znowu lato...” (1964) - komentarz,
- „Śladami «Błyskawicy»” (1978) - scenariusz i reżyseria[1].

## Nagrody
- Nagroda w Studenckiej Piosence Roku za piosenkę „Koci twist” (1964),
- „Srebrny Pierścień” - Festiwal Piosenki Żołnierskiej w Kołobrzegu za piosenkę „Kochajmy orkiestry wojskowe” (1974),
- II nagroda w konkursie na scenariusz telewizyjnych programów rozrywkowych (1975),
- III nagroda w konkursie na scenariusz telewizyjnych programów rozrywkowych (1977)
- Nagroda Przewodniczącego Komitetu do spraw Radia Telewizji za pracę reportera TV (1986),
- Nagrody Redakcji Publicystyki i Informacji TV Warszawa za reportaże z Wietnamu i Kambodży (1988),
- I nagroda za najlepszy program telewizyjny o zdrowiu, za magazyn Na zdrowie (1994),
- Nagrody i wyróżnienia w konkursach „Yacht – Film”[2].

## Odznaczenia
- Honorowa Odznaka Miasta Łodzi (1960),
- Złota Honorowa Odznaka Zrzeszenia Studentów Polskich,
- Odznaka Zasłużonego Działacza Związku Zawodowego Włókniarzy (1961),
- Srebrny Medal „Za zasługi dla obronności kraju” (1972),
- Honorowa Odznaka Województwa Łódzkiego,
- Złota Honorowa Odznaka Zasłużonego Pracownika Komitetu ds. Radia i Telewizji (1973),
- Złoty Krzyż Zasługi (1975),
- Srebrny Medal „Opiekun Miejsc Pamięci Narodowej” – za reportaże historyczne, w tym Śladami „Błyskawicy” (1979),
- Krzyż Kawalerski Orderu Odrodzenia Polski (1979),
- Odznaka Honorowa Województwa Piotrkowskiego (1986),
- Odznaka „Za Zasługi dla Miasta Łodzi” (1999),
- Krzyż Oficerski Orderu Odrodzenia Polski (1999)[2].